# Pantalla hologràfica interactiva
Les pantalles hologràfiques interactives consisteixen en pantalles hologràfiques, és a dir, pantalles que formen les imatges a partir de la projecció de rajos de llum sobre un suport de vidre ja sigui opac o transparent, i que alhora permeten la interactivitat, que consisteix a deixar que l'usuari pugui decidir què és allò que vol veure-hi projectat i modificar-ho sempre que ho vulgui amb les seves mans.

## Com funciona

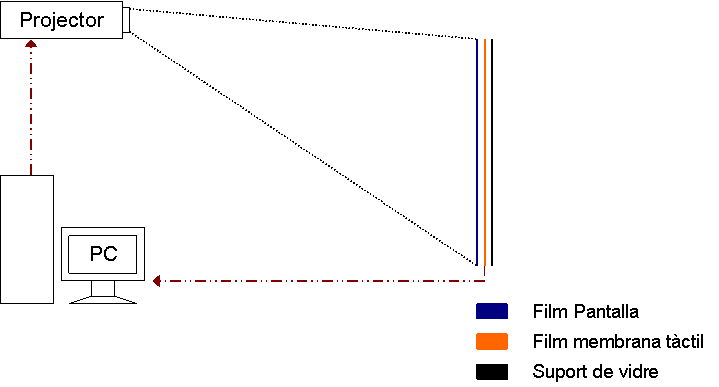
Pantalla hologràfica interactiva.

El sistema que usen les pantalles hologràfiques interactives consta de tres components bàsics:
- Un projector.
- Un ordinador.
- Dos films.

El funcionament és el següent: l'ordinador envia al projector el senyal a projectar. El projector en rebre el senyal genera els rajos de llum que incideixen sobre el film pantalla generant la imatge hologràfica. Finalment, quan l'usuari entra en contacte amb la pantalla i li dona instruccions usant les mans com si fossin el ratolí de l'ordinador, el film membrana tàctil capta aquests moviments, genera els impulsos pertinents i els envia a l'ordinador. L'ordinador interpreta els impulsos rebuts i modifica la imatge a projectar d'acord amb aquesta informació.

### Projector
El projector genera els rajos de llum que formaran la imatge sobre el film pantalla adherit al suport de vidre. El trobem situat darrere de la pantalla. Ha de situar-se un cert angle per sobre o per sota d'aquesta per tal d'evitar l'enlluernament de l'usuari, és per aquest motiu que han de ser projectors trapezoïdals que permetin un cert angle de desplaçament de l'eix central sense deformar les imatges.

### Ordinador
L'ordinador controla tot el sistema. Gestiona tant la imatge que s'ha de projectar en pantalla com els impulsos que rep del film membrana tàctil per tal que es pugui dur a terme la interactivitat i ho coordina perquè la imatge reproduïda es correspongui amb les ordres que ha donat l'usuari.
A més, també permet a l'administrador del sistema gestionar el que vol que es projecti a la pantalla i fer les corresponents modificacions.

### Films

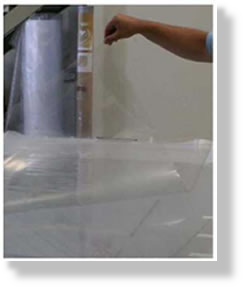
Exemple de film.

Els films són capes de plàstic que s'adhereixen al vidre i que permeten tant la visualització de la imatge com la interactivitat. Hi ha dos tipus de films:
- Film pantalla: Pot ser opac o transparent. Per una correcta reproducció es pot treballar amb diferents graus d'opacitat que poden variar entre 90% i 98%, en funció de l'ús al qual s'hagi de destinar la pantalla (interior, exterior, il·luminació natural, il·luminació artificial…).
- Film membrana tàctil: És el film que fa possible la interactivitat. Gràcies a l'ús de la tecnologia capacitiva projectada Arxivat 2009-12-08 a Wayback Machine. capta els moviments que l'usuari realitza sobre el vidre i envia els impulsos pertinents a l'ordinador.
És com una pantalla tàctil gegant.

## Especificacions
- Els vidres on s'hagin de projectar les imatges poden tenir un gruix màxim de 16 mm.
- Les mides dels films de projecció poden variar entre 40’’ i 100’’.
- Tot el muntatge es realitza al darrere del vidre per tal de permetre la interactivitat amb aquesta per davant.
- Es pot muntar sobre qualsevol suport de vidre.

## Usos
Actualment l'aplicació més utilitzada són els aparadors interactius. Es munta una pantalla hologràfica interactiva sobre el vidre de l'aparador de manera que qualsevol persona que passi pel carrer pugui interaccionar-hi.
Un altre ús que se li pot donar és la projecció sobre suports de vidre en estands de fires.
Podríem dir que tot els usos d'aquesta tecnologia estan relacionats amb la publicitat.
Hi ha un altre tipus de pantalles hologràfiques que no són interactives però que també es col·loquen en els aparadors, aquestes tenen un software de visió artificial que en funció de la persona que es posi al davant li oferirien una publicitat adaptada a les seves característiques (edat, sexe, ...).